# Love Letters
Love Letters er en amerikansk stumfilm fra 1917 af Roy William Neill.

## Medvirkende
- Dorothy Dalton som Eileen Rodney.
- William Conklin som Raymoond Moreland.
- Dorcas Matthews som Eleanor Dare.
- Thurston Hall som John Harland.
- Hayward Mack som Robert Maxwell.